# لی دا این (بازیگر، زاده ۱۹۹۲)
لی دا این (کره‌ای: 이다인؛ زادهٔ ایم یو کیونگ در ۵ نوامبر ۱۹۹۲) بازیگر اهل کره جنوبی است.

## زندگی شخصی
لی دا این، دختر بازیگر کیون می ری است. پدرش، لی دونگ هون، پس از ازدواج با کیون می ری در سال ۱۹۹۸، او و خواهرش لی یو بی را به فرزندی پذیرفت.

## فیلم‌شناسی

### فیلم
| سال  | عنوان                | نقش                    | منبع                 |
| ---- | -------------------- | ---------------------- | -------------------- |
| ۲۰۱۴ | برخورد مرگبار        | سو ریون (حضور افتخاری) | [ ۷ ] [ ۸ ] [ ۹ ]    |
| ۲۰۱۶ | زندگی عاشقانهٔ خطرناک | هان جه این (نوجوانی)   | [ ۱۰ ] [ ۱۱ ] [ ۱۲ ] |

### مجموعه تلویزیونی
| سال       | عنوان                                     | نقش                    | منبع                 |
| --------- | ----------------------------------------- | ---------------------- | -------------------- |
| ۲۰۱۴      | بیست و دو ساله                            | کیم هه ریم             | [ ۱۳ ] [ ۱۴ ]        |
| ۲۰۱۵      | گریه یک زن                                | پارک هیو جونگ          | [ ۱۵ ] [ ۱۶ ] [ ۱۷ ] |
| ۲۰۱۶      | دارودسته                                  | (حضور افتخاری، قسمت ۷) |                      |
| ۲۰۱۶–۲۰۱۷ | هوارانگ: جوانان جنگجوی شاعر               | کیم سو یون             | [ ۱۸ ] [ ۱۹ ] [ ۲۰ ] |
| ۲۰۱۷–۲۰۱۸ | زندگی طلایی من                            | چوی سو هیون            | [ ۲۱ ] [ ۲۲ ] [ ۲۳ ] |
| ۲۰۱۸      | بیا و بغلم کن                             | لی یون جون             | [ ۲۴ ] [ ۲۵ ] [ ۲۶ ] |
| ۲۰۱۸      | درامای ویژه کی‌بی‌اس – تاریخ انقضای من و تو | یو سونگ یون            | [ ۲۷ ]               |
| ۲۰۱۹      | پزشک زندانی                               | لی جه این              | [ ۲۸ ]               |
| ۲۰۲۰      | آلیس                                      | کیم دو یون             | [ ۲۹ ] [ ۳۰ ]        |
| ۲۰۲۳      | عزیزترینم                                 | کیونگ اون ئه           | [ ۳۱ ]               |

## جوایز و نامزدی‌ها
| سال  | مراسم جوایز                            | دسته                                                | اثر نامزد شده | نتیجه    | منبع |
| ---- | -------------------------------------- | --------------------------------------------------- | ------------- | -------- | ---- |
| ۲۰۲۰ | بیست و هشتمین دوره جوایز درامای اس‌بی‌اس | جایزه برتر بازیگر زن در یک مینی‌سریال فانتزی/عاشقانه | آلیس          | نامزدشده |      |